# 3048 Guangzhou
3048 Guangzhou је астероид главног астероидног појаса чија средња удаљеност од Сунца износи 2,398 астрономских јединица (АЈ).
Апсолутна магнитуда астероида је 13,4.